# Murtas (kommunhuvudort)
Murtas är en kommunhuvudort i Spanien.   Den ligger i provinsen Provincia de Granada och regionen Andalusien, i den södra delen av landet, 400 km söder om huvudstaden Madrid. Murtas ligger 1 124 meter över havet och antalet invånare är 720.
Terrängen runt Murtas är huvudsakligen kuperad. Murtas ligger uppe på en höjd. Runt Murtas är det mycket glesbefolkat, med 5 invånare per kvadratkilometer. Närmaste större samhälle är Adra, 17,0 km sydost om Murtas. Omgivningarna runt Murtas är i huvudsak ett öppet busklandskap.